# Daylight (pjesma Taylor Swift)
"Daylight" je pjesma američke pop kantautorice Taylor Swift s njezina sedmog studijskog albuma "Lover" (2019.). Swift je sama napisala pjesmu. "Daylight" je synth-pop balada koja sadrži sintisajzere i minimalističke zvukove. Pjesma je također uspoređivana sa Swiftinom "najemotivnijim" albumom "Red" (2012.). Swift je potvrdila kako se album "Lover" prvobitno trebao zvati Daylight.

## O pjesmi
"Daylight" govori o ostavljanju vremena tame i prihvaćanju oproštaja za sebe i druge. Riječ je o tome da naučimo vjerovati i voljeti u sigurnoj vezi i da oboje ljudi pronalaze iscjeljenje jedni pored drugih. Može biti s ljubavnikom, prijateljem ili članom obitelji. Kritičari su "Daylight" nazvali pjesmoma "nade" jer nam pokazuje da možemo biti izliječeni i oprošteni. Pjesma nam pokazuje da čak i nakon „20-godišnje mračne noći“ ili više, još uvijek možemo zakoračiti na danje svjetlo i naučiti istraživati ljepotu i dubinu ljubavi.
U intervjuu koji je vodila s Elle magazinom, Swift je rekla: "Došla sam do spoznaje da moram sebi oprostiti zbog pogrešnog izbora, vjerovanja pogrešnoj osobi ili figurativnog pada na lice pred svima. Zakorači na danje svjetlo i pustiti sve." Swift je potvrdila kako se album "Lover" prvobitno trebao zvati 'Daylight', ali je promijenila ime albuma zato što je smatrala kako naziv album previše "udara na nos" zbog njenog prijašnjeg albuma.

## Ljestvice
| Ljestvice                  | Najviša pozicija |
| -------------------------- | ---------------- |
| Filipini                   | 89               |
| Sjedinjene Američke Države | 26               |